# Makarios Saba
Makarios Saba, né le 4 février 1873 à Alep, décédé le 28 juillet 1943, était un religieux, évêque de l'Église grecque-catholique melkite.
Ses ministères furent:
- Du 28 novembre 1903 au 25 juin 1919, archevêque de l'Archeparchie d'Alexandrie.
- De 1919 à 1942, archevêque de l'Archeparchie d'Alep. Son prédécesseur est Dimitri Ier Qadi, et son successeur est Isidore Fattal[3].